# Santocildes
Santocildes es una localidad del municipio burgalés de Valle de Tobalina, en la Comunidad Autónoma de Castilla y León (España). 
La iglesia parroquial está dedicada a san Acisclo y santa Victoria.

## Localidades limítrofes
Confina con las siguientes localidades:
- Al noreste con Cormenzana.
- Al este con Quintana Martín Galíndez.
- Al sureste con Montejo de San Miguel.
- Al sur con Frías.
- Al suroeste con Quintanaseca.
- Al oeste con Quintana María.
- Al noroeste con Lomana.

## Demografía
Evolución de la población
| Gráfica de evolución demográfica de Santocildes entre 2000 y 2017  |
|                                                                    |
| Población de derecho (2000-2017) según el padrón municipal del INE |

## Historia
Así se describe a Santocildes en el tomo XIII del Diccionario geográfico-estadístico-histórico de España y sus posesiones de Ultramar, obra impulsada por Pascual Madoz a mediados del siglo XIX:

Lugar en la provincia, audiencia territorial, capitanía general y diócesis de Burgos (13 ½ leguas), partido judicial de Villarcayo (5), ayuntamiento del valle de Tovalina (1/2). Situado en terreno llano, con buena ventilación y clima frío, pero saludable. Tiene 18 casas y una iglesia parroquial (Santos Acisclo y Vitoria), servida por un cura párroco. El término confina N y E Quintana; S Frías, y O Quintana María. El terreno es de secano, de mediana calidad; le cruzan varios caminos locales. El correo se recibe de Frías, por medio de valijero los domingos, miércoles y viernes. Producciones: cereales, legumbres y uvas. Población: 10 vecinos, 38 almas. Capital productivo: 207.200 reales. Imponible: 19.015.
Diccionario geográfico-estadístico-histórico de España y sus posesiones de Ultramar